# Henrik Wikström (låtskrivare)
Lars Henrik Wikström, född 16 maj 1963, är en svensk låtskrivare och musikproducent.
Wikström är uppvuxen i Skellefteå. Under tiden i gymnasiet skrev han en rockopera - Selecta - som engagerade många elever på Anderstorpsskolan. Resultatet spelades in på en LP-skiva och föreställningen turnerade till Stockholm med två framträdanden. Han utbildade sig sedan vid Musikhögskolan i Piteå och har bland annat verkat som pianolärare.
Han har varit med och skrivit låtar till Melodifestivalen, många tillsammans med Bobby Ljunggren och vissa tillsammans med Fredrik Kempe. Debuten var med låten "Okej, jag ger mig", framförd av Maria Wickman 1983, då den slutade på sjätte plats. I Melodifestivalen 2004 kom låten "Min kärlek" på andra plats, skriven med Bobby Ljunggren och med text av Ingela "Pling" Forsman. 2006 vann Carola Häggkvist med låten "Evighet"/"Invincible". Musiken skrev han med Bobby Ljunggren och Thomas G:son till text av Thomas G:son och Carola Häggkvist. Han har också själv medverkat som artist i Melodifestivalen 2000, då han utgjorde en del i gruppen Avengers, som kom sist med bidraget "När filmen är slut".
Wikström har skrivit och producerat album för artister som Sonja Aldén, Måns Zelmerlöw, Shirley Clamp, Nanne Grönvall, Bosson, Magnus Carlsson och Christer Björkman. Han har varit involverad i alla tre singel-hitlåtarna "Cara Mia", "Work Of Art (Da Vinci)" och "Brother Oh Brother" från Måns Zelmerlöws debutalbum Stand by for... Han har också varit medskapare och producent till flera spår på Sonja Aldéns framgångsrika debutalbum Till Dig, till exempel hitsingeln "Här står jag" och "Det är inte regn som faller".
Med sin klassiska bakgrund från musikhögskolan har Wikström även erfarenhet av att skriva musik för musikaler och andra shower. Han har bland annat skrivit musik för After Dark, Riksteatern och musikalen London – The Musical, med premiär i Stockholm 1 februari 2008. Han har även skrivit musik för American Idol, SVT, TV4, TV3, Kanal 5 med flera. Tillsammans med Christer Björkman och Shirley Clamp skapade han signaturlåten "La vie" för Stockholm Pride 2003.
Wikström arbetar sedan våren år 2010 också med gruppen Gravitonas.

## Melodifestivalbidrag
| MF   | Låt                                   | Artist                               | Text/musik | Anmärkning                |
| ---- | ------------------------------------- | ------------------------------------ | --- | ------------------------- |
| 1983 | "Okej, jag ger mig"                   | Maria Wickman                        | Anders Hall (t), Henrik Wikström (t/m), Johan Nordlander (m)                                                           | 6:e plats                 |
| 2000 | "När filmen är slut"                  | Avengers                             | Suss von Ahn (t/m), Henrik Wikström (t/m)                                                                              | 10:e plats                |
| 2004 | "Efharisto"                           | Bosson                               | Ingela "Pling" Forsman (t), Bobby Ljunggren (m), Henrik Wikström (m)                                                   | 6:e plats (andra chansen) |
| 2004 | "Min kärlek"                          | Shirley Clamp                        | Henrik Wikström (m), Bobby Ljunggren (m), Ingela "Pling" Forsman (t)                                                   | andra plats               |
| 2005 | "Att älska dig"                       | Shirley Clamp                        | Sonja Aldén (t), Shirley Clamp (t), Robert Olausson (t/m), Bobby Ljunggren (t/m), Henrik Wikström (m)                  | 4:e plats                 |
| 2005 | "Du och jag mot världen"              | Fredrik Kempe & Sanna Nielsen        | Henrik Wikström (m), Bobby Ljunggren (m), Fredrik Kempe (t/m)                                                          | 8:e plats                 |
| 2005 | "Rain"                                | Josef                                | Annelie Martin (t), Henrik Wikström (m), Bobby Ljunggren (m), Martin Blix (t)                                          | 5:e plats (utslagen)      |
| 2006 | "This woman"                          | Anna Sahlene                         | Anna Sahlene (t), Bobby Ljunggren (m), Henrik Wikström (m)                                                             | 5:e plats (utslagen)      |
| 2006 | "Etymon"                              | Sonya (Sonja Aldén)                  | Ingela "Pling" Forsman (t/m), Bobby Ljunggren (m), Henrik Wikström (m)                                                 | 5:e plats (utslagen)      |
| 2006 | "En droppe regn"                      | Niclas Wahlgren                      | Ingela "Pling" Forsman (t), Bobby Ljunggren (m), Henrik Wikström (m)                                                   | 8:e plats (andra chansen) |
| 2006 | "Evighet" ("Invincible")              | Carola                               | Carola Häggkvist (t), Thomas G:son (t/m), Bobby Ljunggren (m), Henrik Wikström (m)                                     | Vinnare                   |
| 2007 | "What's your name"                    | Cosmo4                               | Kent Olsson (t), Niklas Edberger (m), Henrik Wikström (m)                                                              | 5:e plats (utslagen)      |
| 2007 | "Cara mia"                            | Måns Zelmerlöw                       | Fredrik Kempe (t/m), Henrik Wikström (t/m)                                                                             | 3:e plats                 |
| 2007 | "Vågar du, vågar jag"                 | Sanna Nielsen                        | Henrik Wikström (m), Fredrik Kempe (t/m), Bobby Ljunggren (m)                                                          | 7:e plats                 |
| 2007 | "(Åh) När ni tar saken i egna händer" | After Dark                           | Kent Olsson (t), Henrik Wikström (m)                                                                                   | 5:e plats (utslagen)      |
| 2008 | "Lullaby"                             | Brandur                              | Kristian Lagerström (t), Henrik Wikström (m)                                                                           | 7:e plats (utslagen)      |
| 2008 | "Just a minute"                       | Rongedal                             | Henrik Wikström (m), Magnus Rongedal (t/m), Henrik Rongedal (t/m), Amir Aly (m)                                        | 4:e plats                 |
| 2008 | "Lay your love on me"                 | BWO                                  | Alexander Bard (t/m), Anders Hansson (t/m), Bobby Ljunggren (t/m), Henrik Wikström (t/m)                               | 3:e plats                 |
| 2008 | "Jag saknar dig ibland"               | Ainbusk                              | Ingela "Pling" Forsman (t), Henrik Wikström (t/m), Bobby Ljunggren (m)                                                 | 6:e plats (utslagen)      |
| 2008 | "Pame (Πάμε)"                         | Daniel Mitsogiannis                  | Henrik Wikström (m), Fredrik Kempe (t/m)                                                                               | 7:e plats (utslagen)      |
| 2009 | "Med hjärtat fyllt av ljus"           | Shirley Clamp                        | Ingela "Pling" Forsman (t), Bobby Ljunggren (m), Henrik Wikström (m)                                                   | 8:e plats (utslagen)      |
| 2009 | "Hope & Glory"                        | Måns Zelmerlöw                       | Måns Zelmerlöw (t), Fredrik Kempe (t/m), Henrik Wikström (m)                                                           | 4:e plats                 |
| 2009 | "Alla"                                | Sofia                                | Henrik Wikström (m), Nina Karolidou (t), Dimitri Stassos (m), Irini Michas (m)                                         | 10:e plats                |
| 2009 | "Du är älskad där du går"             | Susanne Alfvengren                   | Ingela "Pling" Forsman (t), Bobby Ljunggren (m), Henrik Wikström (m)                                                   | 8:e plats (utslagen)      |
| 2009 | "Killing me tenderly"                 | Anna Sahlene & Maria Haukaas Storeng | Henrik Wikström (t/m), Amir Aly (t/m), Tobbe Petterssen (t/m)                                                          | 7:e plats (utslagen)      |
| 2011 | "Social butterfly"                    | Rasmus Viberg                        | Amir Aly (t/m), Henrik Wikström (t/m)                                                                                  | 6:e plats (utslagen)      |
| 2011 | "I thought it was forever"            | Shirley's Angels                     | Bobby Ljunggren (t/m), Henrik Wikström (m), Alexander Bard (t/m), Robin Abrahamsson (t/m)                              | 8:e plats (andra chansen) |
| 2013 | "Make me No 1"                        | Felicia Olsson                       | Henrik Wikström (t/m), Ingela "Pling" Forsman (t/m), Amir Aly (t/m), Maria Haukaas Mittet (t/m)                        | 5:e plats (utslagen)      |
| 2013 | "Rockin’ the Ride"                    | Army of Lovers                       | Alexander Bard (t/m), Henrik Wikström (t/m), Per QX (t/m), Andreas Öhrn (t/m), Jean-Pierre Barda (t/m)                 | 6:e plats (utslagen)      |
| 2014 | "Survivor"                            | Helena Paparizou                     | Bobby Ljunggren (m), Henrik Wikström (m), Karl-Ola Kjellholm (m), Sharon Vaughn (t)                                    | 4:e plats                 |
| 2014 | "En himmelsk sång"                    | Ellinore Holmer                      | Ellinore Holmer (t), Vanna Rosenberg (t), Åsa Schmalenbach (m), Josefina Sanner (m), Henrik Wikström (m), Amir Aly (m) | 7:e plats (andra chansen) |
| 2014 | "Burning alive"                       | Shirley Clamp                        | Henrik Wikström (t/m), Bobby Ljunggren (t/m), Marcos Ubeda (t/m), Sharon Vaughn (t/m)                                  | 6:e plats (utslagen)      |
| 2016 | "Constellation Prize"                 | Robin Bengtsson                      | Bobby Ljunggren (t/m), Henrik Wikström (t/m), Martin Eriksson (t/m), Mark Hole (t/m)                                   | 5:e plats                 |
| 2018 | "Break that chain"                    | Felicia Olsson                       | Bobby Ljunggren, Kristian Lagerström, Henrik Wikström, Joy Deb                                                         | 7:e plats (utslagen)      |